# 大崎高兼
大崎 高兼（おおさき たかかね）は、戦国時代の大名。室町幕府奥州探題。大崎氏10代当主。

## 略歴
9代当主・大崎義兼の長男として誕生。幼名は彦三郎。室町幕府11代将軍・足利義澄がまだ「義高」と名乗っていた頃（明応2年（1493年）～文亀2年（1502年））に元服し、偏諱（「高」の字）の授与を受けて高兼に改名する。このことから生誕したのはおおよそ1480～90年代の間のことと推測される。
享禄2年（1529年）に父が死去したため、その跡を継いで当主となる。しかし翌年、家督から僅か1年で死去した。
子は娘の梅香姫（のち大崎義宣正室）のみで跡継ぎの男子がいなかったため、弟・義直が跡を継いだ。